# La casa delle fanciulle
La casa delle fanciulle (The Housekeeper's Daughter) è un film del 1939 diretto da Hal Roach, che segnò il debutto di Victor Mature in un piccolo ruolo.

## Trama
Un gangster torna a casa dalla madre e si innamora della figlia del proprio padrone di casa.